# Dionysius von Podewils
Dionysius von Podewils (* 1590; † 2. Juni 1647 in Dresden) war herzoglich gottorpscher später königlich dänischer Rat und Gesandter sowie Hofmarschall von Christian IV.

## Leben
Dionysius von Podewils entstammte dem namhaften, in Pommern schlossgesessenen Adelsgeschlecht der von Podewils. Seine Eltern waren Anselm von Podewils († 1617) und Anna von Wedel. Ein Bruder Ewald von Podewils († nach 1629) war Obrist-Lieutenant bei General Graf Johann II. von Merode († 1633).
Nachdem Podewils auf verschiedenen Universitäten studiert hatte, wurde er zunächst im Jahre 1616 Hofmarschall bei Herzog Hans dem Jüngeren von Sonderburg, anschließend im Jahre 1622 bei Herzog Friedrich III. von Gottorp. In dieser Stellung soll er 1629 an der Versöhnung des Herzogs mit König Christian IV. mitgewirkt haben.
Der König wurde spätestens dadurch mit Podewils bekannt, woraufhin dieser die gottropschen Dienste aufgab, um als Rat und Hofmarschall des Königs bei Prinz Christian zu dienen. In dieser Eigenschaft wurde er 1634 nach Sachsen entsandt, um die Brautwerbung des Prinzen um Magdalena Sibylle, Tochter des Kurfürsten Johann Georg I. von Sachsen zu organisieren. Nach über sieben Jahren trat Podewils von seinem Amt als Hofmarschall zurück, wurde aber vom König weiterhin im diplomatischen Angelegenheiten verwendet. So wurde er im September 1644 mit einer wichtigen Sendung nach Polen betraut. Nach dem Frieden von Brömsebro 1645 war er Kommissar bei der Übergabe der bis dahin von den Schweden gehaltenen festen Stellungen in Jütland.
Im Jahre 1647 folgte er seinem Herren Prinz Christian auf seiner Reise nach Sachsen, wo er mit diesem am selben Tag in Dresden verstarb.
Der König verlehnte ihm das Gut Gram in Sønderjylland, wo Podewils eine wertvolle Bibliothek zusammentrug, die jedoch 1644 von den Schweden zerstört wurde. Gram kam im Erbgang an seinen Sohn Gregor († 1658) und nach dessen Ableben an die Familie von Schack. Keiner von Dionysius’ Söhnen setzte den Stamm fort.

## Familie
Dinonysius von Podewils heiratete 1623 in erster Ehe Anna Christopherstochter von Buchwald (* 1598; † 1629). Das Paar hatte folgende Kinder:
- Johann Adolf (* 1624; † 1626)
- Anselm (* 1625; † 1695), Hofmeister von Erzherzog Leopold Wilhelm von Österreich, 1642 Student in Rostock[4], 1655–1681 Herr auf Lyngbygaard

⚭ 1655 Anna Magdalene von Thienen († 1695)
- Christoph Jürgen (* 1628; † nach 1647), 1642 Student in Rostock[4]

Nach dem Tod der ersten Ehefrau heiratete er 1632 in Seegard Catharina Hedwig von Ahlefeldt (* 1615; † 1677). Das Paar hatte folgende Kinder:
- Anna Catharina (* 1635; † 1705)

⚭ 1658 Henning von Negendanck (* 1629; † 1692), Kammerjunker in Güstrow, Erbherr auf Zierow
- Gregor († 1658)
- Anna Margrethe (* 1645; † 1666)

⚭ 1665 Adolph Hans von Holsten (* 1630; † 1694), dänischer Geheimrat, Amtmann in Tondern, Erbherr auf Langesö
- Christiane (* 1646; † 1711), Hofdame bei Königin Sophie Amalie, danach bei Prinzessin Friederike Amalie (* 1649; † 1704)

⚭ Caspar von Buchwald (* 1630; † 1700), Geheimrat und Amtmann in Schwabstedt

## Weblink
- Familie Podewils auf Skeel and Kannegaard Genealogy (dänisch)